# Steve Cotterill
Stephen Cotterill est un footballeur anglais, né le 20 juillet 1964 à Cheltenham (Angleterre), désormais reconverti au poste d'entraineur.

## Biographie
Comme manager, il prend part à la Coupe Intertoto avec le club irlandais des Sligo Rovers.
Il remporte avec Bristol City le Championnat d'Angleterre de football D3 et le Football League Trophy en 2015.

## Palmarès

### En tant qu'entraîneur
- Cheltenham Town
  - Vainqueur du FA Trophy en 1998
  - Champion de Conference (D5) en 1999
  - Vainqueur des play-off de Third Division (D4) en 2002

- Notts County
  - Champion de League Two (D4) en 2010

- Bristol City
  - Vainqueur de la Football League Trophy en 2015
  - Vainqueur de la League One (D3) en 2015